# Лисмор (остров)
Лисмо́р (англ. Lismore, гэльск. Lios Mòr) — остров в архипелаге Внутренние Гебриды, на западе Шотландии. Расположен на территории округа Аргайл-энд-Бьют.

## География
Лежит в заливе Лох-Линне, севернее города Обан и восточнее острова Малл. Имеет вытянутую с юго-запада на северо-восток форму. В средние века был центром христианства и здесь находилась кафедра епископа Аргайла. 